# Scott-Canyon
Koordinaten: 71° 35′ S, 179° 0′ O
Der Scott-Canyon ist ein Tiefseegraben im antarktischen Rossmeer vor der Borchgrevink-Küste des ostantarktischen Viktorialands.
Namensgeber ist der britische Polarforscher Robert Falcon Scott (1868–1912), der beim Rückmarsch vom geographischen Südpol auf dem Ross-Schelfeis ums Leben kam.